# 卡德羅

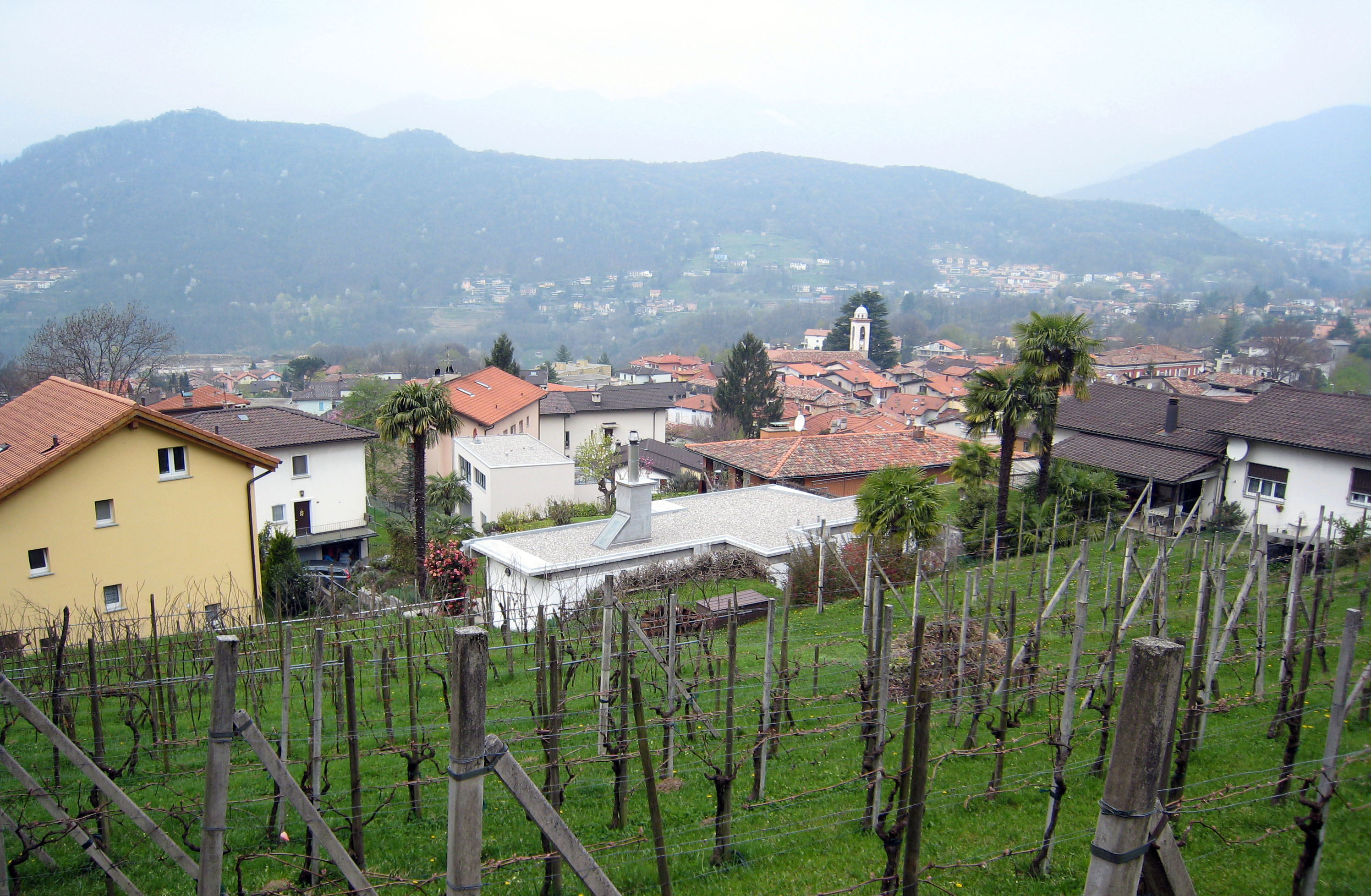

卡德羅是瑞士的城鎮，位於該國南部，由提契諾州負責管轄，面積4.5平方公里，海拔高度473米，2011年人口2,037，七成半人口信奉羅馬天主教，人口密度每平方公里453人。